# Миса (река)
Ми́са (латыш. Misa) — река в Латвии.
Длина — 108 км, площадь бассейна — 903 км². Истоки реки находятся в Вецумниекском крае, далее Миса протекает по территории Земгале, где впадает в реку Иецава в районе Озолниеки. Почвы бассейна реки в основном торфяные, часто заболоченные.
Крупнейшие притоки — Тальке (34 км) и Звиргзде (30 км), оба правые. Крупнейший населённый пункт на реке — Озолниеки.